# 西布盧姆菲爾德鎮區 (密歇根州)
西布盧姆菲爾德鎮區（英語：West Bloomfield Township）是位於美國密歇根州奧克蘭縣的一個特設鎮區。

## 地方資料
西布盧姆菲爾德鎮區的面積為80.90平方千米，當中陸地面積為70.80平方千米，而水域面積為10.10平方千米。根據2020年美國人口普查的數據，當地共有人口65888人，而人口密度為每平方千米814.44人。